# خیابان تردنیدل
خیابان تردنیدل (انگلیسی: Threadneedle Street) یک خیابان در شهر لندن، انگلستان است.
این خیابان که در سیتی لندن قرار دارد از سمت شمال شرقی به خیابان بیشاپزگیت و از سمت جنوب غربی به تقاطع بانک محدود میشود. این خیابان بیشتر به دلیل قرار داشتن ساختمان بانک انگلستان در آن شناخته میشود.

## نگارخانه

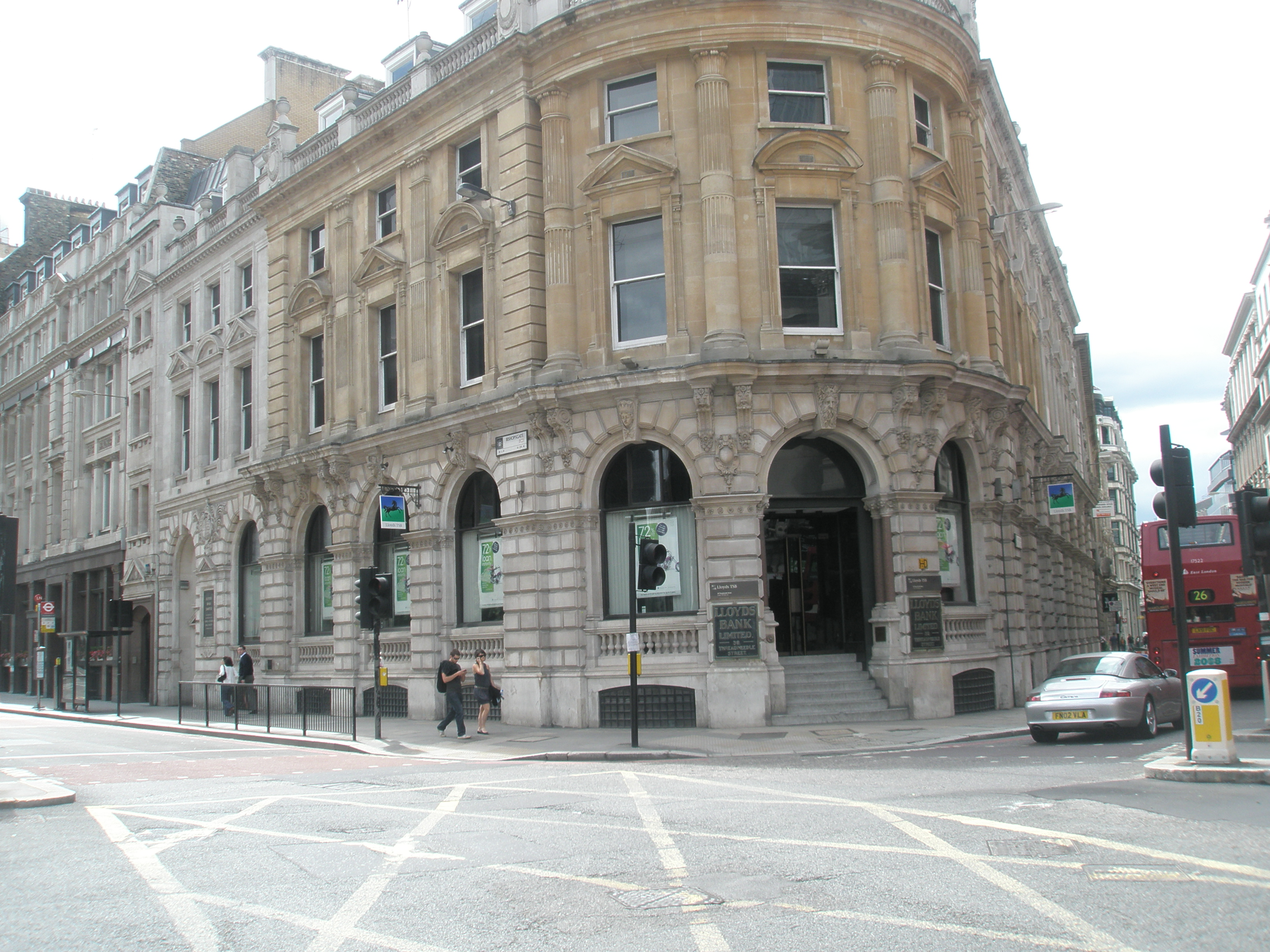
تقاطع خیابان تردنیدل و خیابان بیشاپزگیت
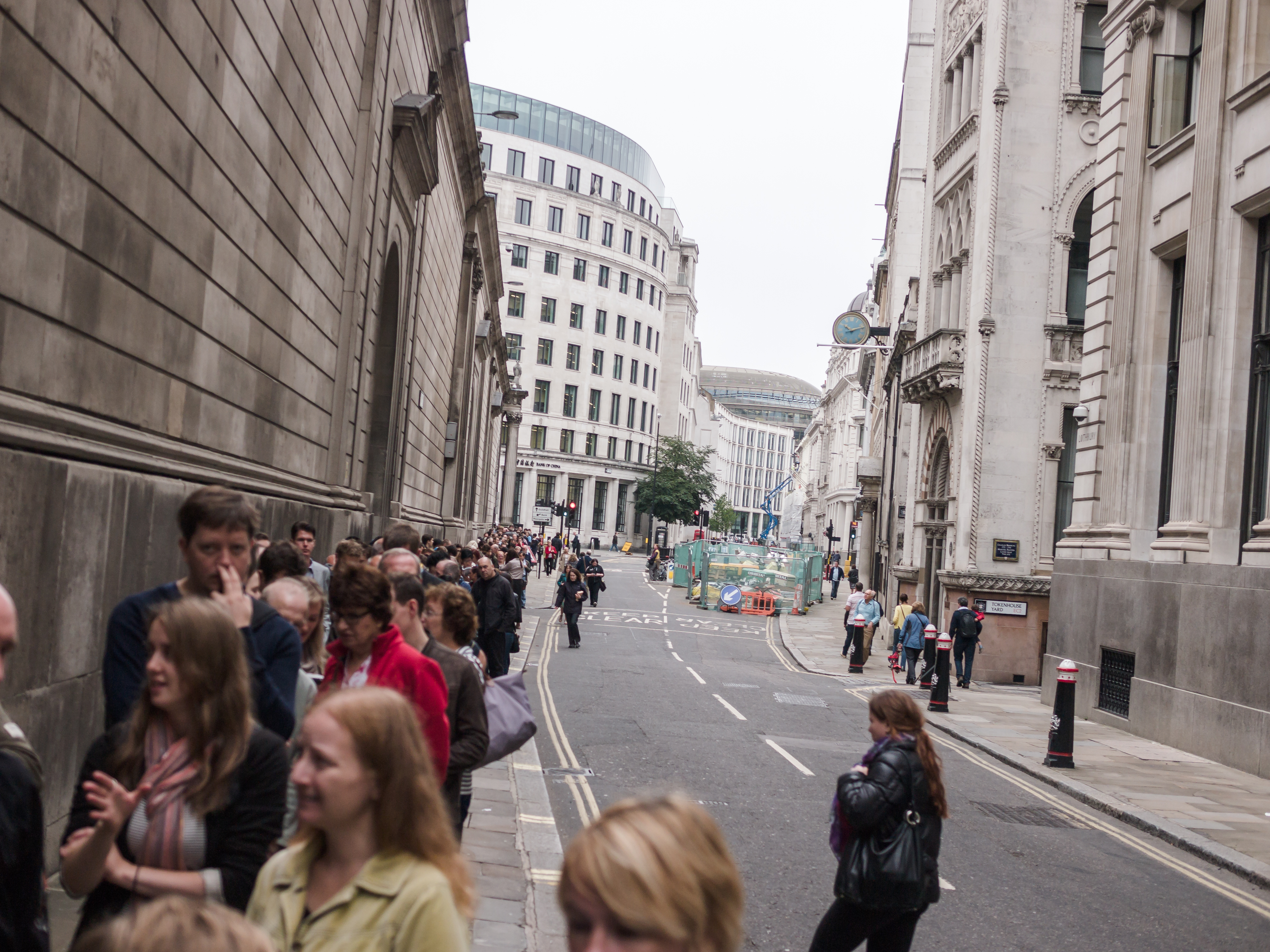
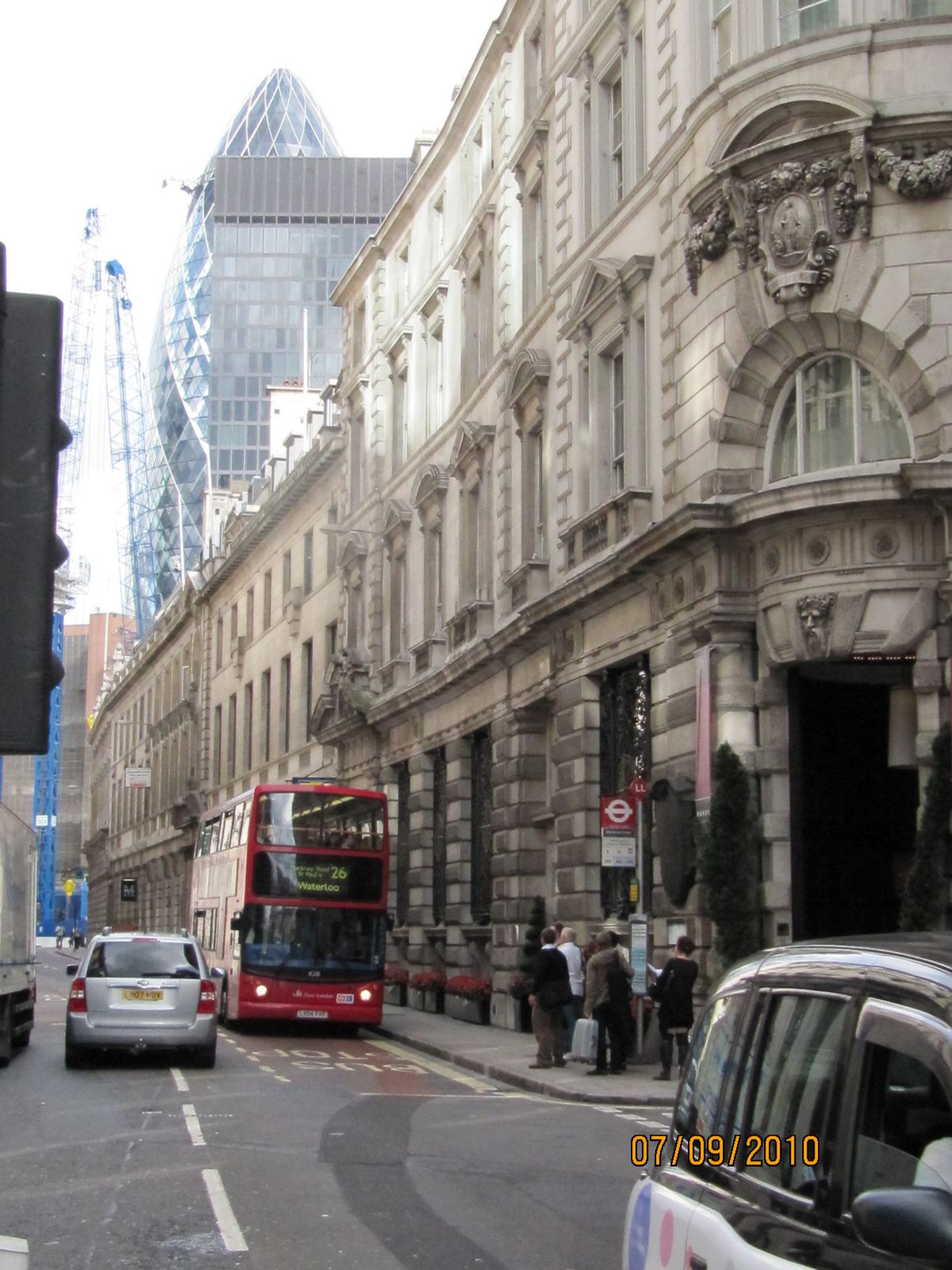
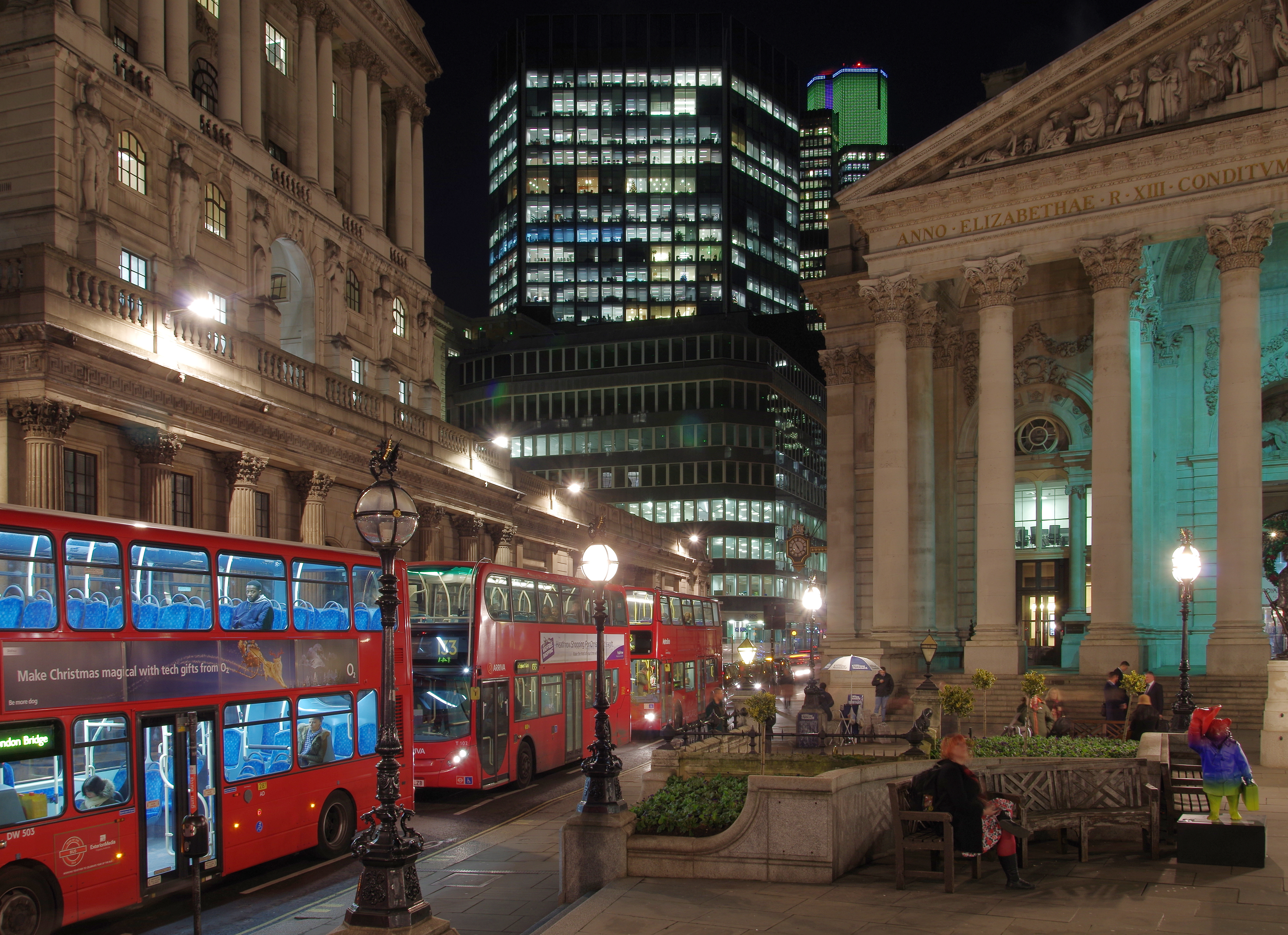
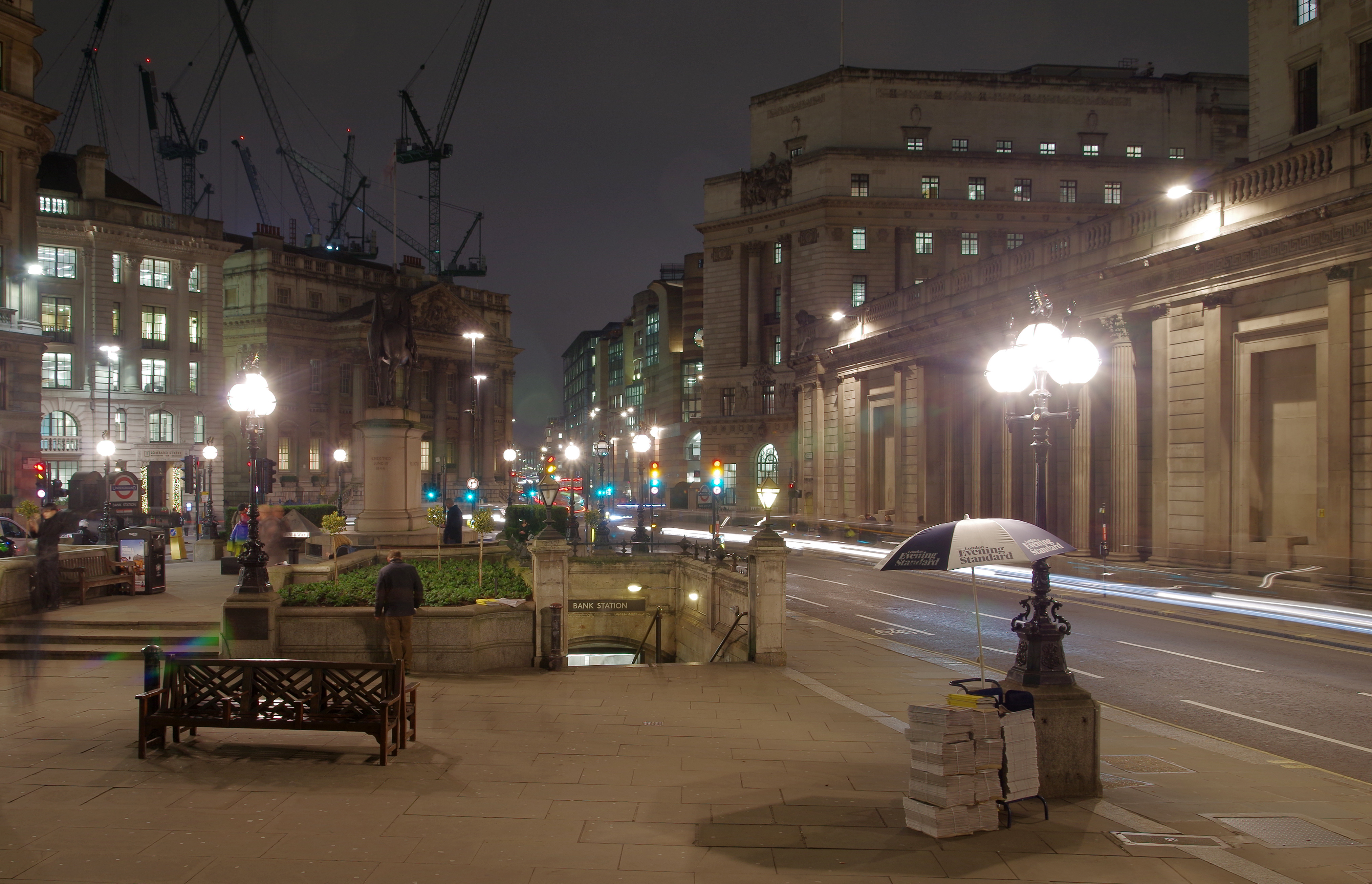